# El Cepillo, Gutiérrez Zamora
El Cepillo är en ort i Mexiko.   Den ligger i kommunen Gutiérrez Zamora och delstaten Veracruz, i den sydöstra delen av landet, 240 km nordost om huvudstaden Mexico City. El Cepillo ligger 23 meter över havet och antalet invånare är 306.
Terrängen runt El Cepillo är huvudsakligen platt, men åt nordväst är den kuperad. Runt El Cepillo är det ganska glesbefolkat, med 32 invånare per kvadratkilometer. Närmaste större samhälle är Gutiérrez Zamora, 5,9 km nordost om El Cepillo. Omgivningarna runt El Cepillo är en mosaik av jordbruksmark och naturlig växtlighet.